# 2024년 대한민국 무인기 대북전단 살포 사건
2024년 대한민국 무인기 대북전단 살포 사건은 북한이 주장한 대한민국의 무인기가 북한 평양시를 침범한 사건이다. 북한은 해당 무인기가 대북전단을 살포하였다고 발표했다.

## 반응
김여정과 북한 사격부대는 대한민국의 무인기가 삐라를 살포했다고 주장하여 분노했다.
네티즌들 사이에서는 북한이 보복을 당해보라는 반응도 있다.

## 삐라에 작성된 내용
삐라에는 '자기배 불리기에 여념없는 김정은'이라는 내용과 김정은의 고가시계, 김주애의 디올외투 착용 사진 등이 담겨져 있었다고 한다.

## 무인기의 실체
2024년 10월 19일, 갑자기 일부 무인기가 북한으로 추락한 사건이 발생하였다. 북한에서는 대한민국 국군의 무인기와 동일한 기체라고 주장했다.

## 기타

### 유사 사건
해당 사건 발생 날짜로부터 2년 전 북한 무인기 영공 침범 사건에는 대한민국 국군이 영공을 침범한 북한 무인기를 격추하는 데에 실패했었다. 그러나 이 사건의 경우 북한은 대한민국의 무인기를 격추하지 않은 것으로 보인다.

### 알려지지 않은 실행 주체
이 무인기를 날린 주체는 무엇인지 알려지지 않았다.
심지어 이 무인기가 중국에서 발사한 무인기거나, 북한의 자작극이라는 이야기도 있었다.